# Regementsbefäl
Regementsbefäl var enligt de befälsordningar som infördes 1972 och 1983 benämning på en befälsnivå i Försvarsmakten, vilken omfattade graderna major, överstelöjtnant, överste och överste av 1:a graden, respektive kompetensnivåerna 4–1. Motsvarande grader i flottan var örlogskapten, kommendörkapten, kommendör och kommendör av 1:a graden.
Regementsbefäl skall ej förväxlas med befälskåren regementsofficer som infördes genom 1972 års tjänsteställningsreform i Krigsmakten, då regementsofficerare även kan vara kompanibefäl eller generalspersoner.

## Befälsnivåer
| Befälsnivå       | Grad            |
| ---------------- | --------------- |
| Generalspersoner | General         |
| Generalspersoner | Generallöjtnant |
| Generalspersoner | Generalmajor    |
| Generalspersoner | Brigadgeneral   |
| Regementsbefäl   | Överste         |
| Regementsbefäl   | Överstelöjtnant |
| Regementsbefäl   | Major           |
| Kompanibefäl     | Kapten          |
| Kompanibefäl     | Löjtnant        |
| Kompanibefäl     | Fänrik          |